# Cuồng nộ (phim 2014)
Cuồng nộ (tên gốc tiếng Anh: Fury) là một bộ phim chiến tranh - hành động Mỹ do David Ayer đạo diễn, công chiếu năm 2014. Phim có sự tham gia của Brad Pitt, Logan Lerman, Shia LaBeouf, Michael Peña và Jon Bernthal. Họ vào vai những người lính Mỹ điều khiển chiếc xe tăng M4A3E8 Sherman biệt danh "Fury" đi chiến đấu ở Đức vào những ngày cuối cùng của Thế chiến hai.

## Nội dung
Tháng 4 năm 1945, quân Đồng minh đang tiến sâu vào lãnh thổ Đức Quốc xã. Don "Wardaddy" Collier chỉ huy một chiếc xe tăng M4 Sherman có biệt danh Fury. Trên xe tăng còn có Grady, Gordo và Bible. Họ nhận thêm một tân binh là Norman Ellison.
Vốn còn non nớt trong chiến đấu nên Norman không bắn nhóm lính Thanh niên Hitler, kẻ đã dùng súng chống tăng Panzerfaust phục kích chiếc xe tăng chỉ huy quân Mỹ. Don nổi giận và sau một trận đánh anh bắt Norman phải giết một tù binh Đức. Don dẫn đầu nhóm xe tăng tiến vào một thị trấn nhỏ, lúc này Norman đã có can đảm nã đạn vào quân Đức.
Khi kiểm tra căn hộ, Don và Norman thấy người phụ nữ Đức, Irma và người em họ của cô, Emma. Don tặng cho họ mấy quả trứng và hỏi nước nóng để tắm rửa. Norman dùng đàn Piano đàn một bản nhạc cho Emma hát. Cả hai đi vào phòng ngủ và quan hệ tình dục. Irma định can thiệp nhưng Don ngăn cô ta lại, nói rằng hai người kia "còn trẻ và còn sống". Bốn người đang ngồi ăn uống thì Grady, Gordo và Bible đi vào. Grady sỉ nhục hai người phụ nữ, chọc giận Don và Norman. Nhóm của Don được gọi đi làm nhiệm vụ khẩn cấp. Khi họ vừa đi thì quân Đức bắn đạn pháo vào thị trấn, giết chết Emma.
Xe tăng Fury cùng với ba chiếc xe tăng khác đang trên đường đi hành quân. Họ bất ngờ bị chiếc xe tăng Tiger I phục kích. Chiếc Tiger tiêu diệt ba chiếc xe tăng kia, rồi chính nó bị chiếc Fury tiêu diệt. Chiếc Fury tiếp tục hành quân một mình.
Chiếc xe tăng cán phải mìn và bị đứt xích. Don bảo Norman hãy lên ngọn đồi gần đó quan sát xung quanh, trong khi Grady, Gordo và Bible sửa chữa xe tăng. Norman nhìn thấy một tiểu đoàn Waffen-SS đang đi về hướng họ. Norman liền chạy về báo tin cho những người còn lại. Mọi người định bỏ chạy, nhưng Don lại không muốn bỏ chiếc xe tăng, anh cho rằng chiếc Fury chính là ngôi nhà của anh. Cả nhóm sau đó chấp nhận ở lại xe tăng, sẵn sàng đối phó với quân Đức.
Cả nhóm ngụy trang chiếc Fury trông giống như đã bị bắn cháy, rồi vào bên trong chờ đợi. Màn đêm buông xuống, họ tận dụng tất cả vũ khí trên xe tăng để chiến đấu, tiêu diệt rất nhiều lính Đức. Grady chết do trúng đạn Panzerfaust, Gordo chết do lựu đạn nổ, Bible chết do bị bắn tỉa vào ngay đầu. Chỉ còn lại Don và Norman. Don bảo Norman hãy ra khỏi xe tăng bằng cái lỗ dưới sàn xe tăng, khi bọn Đức ném lựu đạn vào trong. Don cuối cùng cũng chết, Norman nằm yên ở bên dưới xe tăng chờ quân Đức bỏ đi. Một người lính Đức trẻ tuổi phát hiện Norman nhưng lại bỏ qua, không báo cáo với người của anh ta.
Buổi sáng hôm sau, Norman chui vào trong chiếc Fury. Nghe tiếng động bên ngoài, nghĩ rằng quân Đức quay lại, Norman cầm súng lên chuẩn bị liều mạng. Nhưng thực ra đó là nhóm lính Mỹ, họ đưa Norman ra khỏi xe tăng và khen anh là anh hùng. Norman được chiếc xe của quân Mỹ chở đi, anh nhìn lại phía sau thấy hàng chục xác chết lính Đức đang nằm xung quanh chiếc Fury.

## Diễn viên
- Brad Pitt vai Don "Wardaddy" Collier
- Logan Lerman vai Norman Ellison
- Jon Bernthal vai Grady "Coon-Ass" Travis
- Michael Peña vai Trini "Gordo" Garcia
- Shia LaBeouf vai Boyd "Bible" Swan
- Scott Eastwood vai Miles
- Jason Isaacs vai "Old Man" Waggoner
- Xavier Samuel vai Parker
- Brad William Henke vai Roy Davis
- Jim Parrack vai Binkowski
- Anamaria Marinca vai Irma
- Alicia von Rittberg vai Emma